# Mercedes González de Moscoso
Mercedes González Tola (Guayaquil, 12 de octubre de 1860-Quito, 23 de octubre de 1911), conocida en el ámbito literario como Mercedes G. de Moscoso fue la mayor exponente del segundo romanticismo ecuatoriano, se destacó por su escritura en poesía y dramaturgia.
Entre sus obras más destacadas constan: Reminiscencias, En el Nido, Abuela, Cantos del Hogar y Hojas de Otoño.

## Biografía
Mercedes González nació en Guayaquil el 12 de octubre de 1860, hija de la guayaquileña Guadalupe Tola Dávalos y del ambateño Nicolás González Navarrete. De 1865 a 1875 vive en Lima con sus padres, donde forma el espíritu dramático en sus escritos.  
Fue una destacada poetisa ecuatoriana del segundo romanticismo. Su obra se caracterizó por la profundidad sentimental y la melancolía, inspirada en su vida familiar y marcada por el exilio durante su infancia en Lima. Hija de Nicolás Augusto González Navarrete y Guadalupe Tola y Dávalos, Mercedes heredó de su padre el amor por las letras. Tras regresar a Guayaquil en 1875, contrajo matrimonio con Aurelio Moscoso y se trasladó a Ambato. La pérdida de su primer hijo y el nacimiento de su hija María influyeron profundamente en su poesía, que se centraba en la vida hogareña y los recuerdos personales.
Su poesía, profundamente sentimental e introspectiva, se centraba en la vida familiar y la pérdida personal. Su obra se destaca por su estilo delicado y su exploración de la maternidad y el hogar. Además de su poesía, Mercedes incursionó en el teatro con adaptaciones de sus poemas y obras originales, aunque estas fueron criticadas por su ritmo lento. Su vida personal estuvo marcada por la viudez y las dificultades económicas, pero también por su devoción a su hija y nietos. En sus últimos años, se involucró en el movimiento feminista y dirigió la Biblioteca Nacional de Quito, contribuyendo significativamente a la literatura y la sociedad ecuatoriana.
A pesar de cierta oscuridad fuera de Ecuador, su poesía sigue siendo celebrada por su belleza lírica y profundidad emocional. En 1890, publicó "Reminiscencias", consolidándose como una de las voces más importantes de la poesía ecuatoriana. Este texto le dio el apelativo de Heredera del grandioso lirismo de Dolores Veintimilla de Galindo.
En 1905 colabora junto a Zoila Ugarte y Dolores Sucre para La Mujer, la primera revista feminista y sufragista del Ecuador. Su obra, que incluye también "Hojas de Otoño" publicado en el año de su fallecimiento, 1911. Refleja la sensibilidad y el dolor de su época, así como su profundo amor por su familia. Falleció en Quito en 1911, dejando un legado poético que la sitúa como una de las grandes poetisas de su país. Su contribución a la literatura ecuatoriana fue reconocida con la construcción de un mausoleo en su honor tras su muerte en 1911.

## Obras
- 1890 - Reminiscencias - Ambato
- 1899 - En el Nido - Guayaquil
- 1903 y 1907 - Abuela - Quito[7]
- 1909 - Cantos del Hogar - Quito
- 1911 - Hojas de Otoño - Quito